# Kaymaztepe
Kaymaztepe ist ein Dorf (Köy) im Landkreis Pülümür der türkischen Provinz Tunceli. Im Jahr 2011 lebten in Kaymaztepe 13 Menschen.